# Парламентские выборы в Литве (2004)
Парламентские выборы в Литве, первые после вступления в НАТО и Европейский Союз в мае 2004 года, состоялись в два тура, 10 и 24 октября. В выборах по партийным спискам приняли участие 1193 кандидата от 3 коалиций и 12 партий. За 71 мандат по одномандатным округам боролись около 607 кандидатов от 3 коалиций и 15 партий, а также независимых. Явка избирателей в первом туре была низкой, всего лишь 46,08 % от общего количества зарегистрированных избирателей, но значительно выше двадцатипятипроцентного порога, необходимого для признания выборы действительными. Лишь в 4 округах удалось избрать депутатов уже в первом туре. В остальных 67 был проведён второй тур.

## Предвыборная кампания
Неожиданностью стал выход в лидеры общественного мнения Партии труда, основанной в 2003 году богатым бизнесменом российского происхождения Виктором Успасских. В ходе предвыборной кампании Успаских обещал поднять уровень жизни и бороться с коррупцией. Наибольший отзыв его обещания имели в сельской местности, жители которой чувствовали себя обделёнными, видя растущее процветание в городах, а также среди многих горожан, обеспокоенных ростом коррупции.
Правящая коалиция «Работа для Литвы» (Социал-демократическая партия Литвы и социал-либеральный Новый союз) во главе с премьер-министром Альгирдасом Бразаускасом и спикером Сейма Артурасом Паулаускасом строила свою кампанию на результатах трёх с половиной лет, проведённых у власти, что было рекордом продолжительности существования правительства в истории независимой Литвы. Левоцентристская коалиция в течение следующих четырёх лет обещала увеличить заработную плату и пенсии, снизить уровень безработицы до 8 % и довести ВВП на душу населения до 60 % от среднеевропейского уровня. Консерваторы из Союза Отечества считали необходимым защитить Литву от любой возможной угрозы со стороны России.
В преддверии парламентских выборов, 5 октября, в присутствии президента Валдаса Адамкуса, лидеры ведущих партий, включая Виктора Успасских, подписали соглашение о неизменности внешней политики Литвы в 2004—2008 годах. Главные пункты программы: укрепление связей с Евросоюзом и США, поддержка демократических процессов в странах СНГ и на Кавказе, стремление к председательству в ОБСЕ в 2010—2011 годах, а также членству в Совете безопасности ООН в 2014—2015 годах.
Результаты выборов показали, что литовские избиратели в первую очередь озабочены низким уровнем жизни, высокой безработицей и коррупцией. Наибольшего успеха добилась Партия труда. Коалиция «Работа для Литвы» хоть и потеряла много голосов, но смогла занять второе место. Правоконсервативный Союз Отечества получил мест в Сейме почти в 2,8 раза больше чем на предыдущих выборах, но в итоге остался лишь на третьем месте. Успешно выступила и коалиция «За порядок и справедливость», лидер которой Роландас Паксас за год до выборов был со скандалом отправлен в отставку с поста президента республики.

## Результаты выборов
| Партии                                                                                            | Оригинальное название                                | Голоса    | %     | Места      | Места      | Места |
| Партии                                                                                            | Оригинальное название                                | Голоса    | %     | По спискам | По округам | Всего |
| ------------------------------------------------------------------------------------------------- | ---------------------------------------------------- | --------- | ----- | ---------- | ---------- | ----- |
| Партия труда                                                                                      | лит. Darbo partija                                   | 340 035   | 28,44 | 22         | 17         | 39    |
| Коалиция «Работа для Литвы» лит. Koalicija „Už darbą Lietuvai“                                    | Социал-демократическая партия Литвы                  | 246 852   | 20,65 | 9          | 11         | 20    |
| Коалиция «Работа для Литвы» лит. Koalicija „Už darbą Lietuvai“                                    | Новый союз (социал-либералы)                         | 246 852   | 20,65 | 7          | 4          | 11    |
| Союз Отечества                                                                                    | лит. Tevynes sajunga                                 | 176 409   | 14,75 | 11         | 14         | 25    |
| Союз либералов и центра                                                                           | лит. Liberalų ir centro sąjunga                      | 109 872   | 9,19  | 7          | 11         | 18    |
| Коалиция «За порядок и справедливость» лит. Koalicija „Už tvarką ir teisingumą“                   | Либерально-демократическая партия                    | 135 807   | 11,36 | 9          | 1          | 10    |
| Коалиция «За порядок и справедливость» лит. Koalicija „Už tvarką ir teisingumą“                   | Литовский народный союз «За исправление Литвы»       | 135 807   | 11,36 | 9          | 1          | 10    |
| Союз партий крестьян и Новой демократии лит. Valstiečių ir Naujosios demokratijos partijų sąjunga | Литовская крестьянская партия                        | 78 902    | 6,60  | 5          | 5          | 10    |
| Союз партий крестьян и Новой демократии лит. Valstiečių ir Naujosios demokratijos partijų sąjunga | Новая демократия                                     | 78 902    | 6,60  | 5          | 5          | 10    |
| Избирательная акция поляков Литвы                                                                 | лит. Lietuvos lenku rinkimu akcija                   | 45 302    | 3,79  | 0          | 2          | 2     |
| Консервативный христианско-социальный союз                                                        | лит. Krikščionių konservatorių socialinė sąjunga     | 23 426    | 1,96  | 0          | 0          | 0     |
| Литовские христианские демократы                                                                  | лит. Lietuvos krikščionys demokratai                 | 16 362    | 1,37  | 0          | 0          | 0     |
| Национальная центристская партия                                                                  | лит. Nacionalinė centro partija                      | 5 989     | 0,50  | 0          | 0          | 0     |
| Республиканская партия                                                                            | лит. Respublikonu partija                            | 4 326     | 0,36  | —          | —          | —     |
| Литовский социал-демократический союз                                                             | лит. Lietuvos socialdemokratų sąjunga                | 3 977     | 0,33  | 0          | 0          | 0     |
| Союз свободы Литвы                                                                                | лит. Lietuvos laisves sajunga                        | 3 337     | 0,28  | 0          | 0          | 0     |
| Национальная партия «Путь Литвы»                                                                  | лит. Tautinė partija „Lietuvos kelias“               | 2 577     | 0,22  | 0          | 0          | 0     |
| Союз литовских националистов                                                                      | лит. Lietuvos tautininku sajunga                     | 2 482     | 0,21  | 0          | 0          | 0     |
| Коалиция «Молодая Литва» Новый национальный союз                                                  | лит. Jaunoji Lietuva лит. Naujųjų tautininkų sąjungą | —         | —     | —          | 0          | 0     |
| Польская народная партия                                                                          | лит. Lietuvos lenkų liaudies partija                 | —         | —     | —          | 0          | 0     |
| Союз русских Литвы                                                                                | лит. Lietuvos rusų sąjunga                           | —         | —     | —          | 0          | 0     |
| Независимые                                                                                       |                                                      | —         | —     | —          | 6          | 6     |
| Недействительные голоса                                                                           |                                                      | 32 998    | —     | —          | —          | —     |
| Всего                                                                                             |                                                      | 1.228.653 | 100   | 70         | 71         | 141   |
| Зарегистрировано избирателей/Явка                                                                 |                                                      | 2 666 196 | 46,08 |            |            |       |

10 ноября 2004 года четыре партии закончили переговоры о распределении мест в будущем правительстве. Действующая правящая коалиция Социал-демократической партии и Нового союза получили пост премьер-министра (Альгирдас Бразаускас) и семь из 13 портфелей, а также пост председателя сейма (Артурас Паулаускас), Партии труда досталось 5 постов в правительстве, а Союзу партий крестьян и новой демократии — одно министерство.
Представители СДП возглавили министерства обороны, сообщений, финансов, охраны окружающей среды и просвещения, а Нового союза — МИД и министерство социального обеспечения. В ведении Партии труда оказались министерство хозяйства, МВД, министерства юстиции, здравоохранения и культуры, в ведении СКНД — министерство сельского хозяйства. 15 ноября 2004 года на первом заседании сейма девятого созыва на должность спикера парламента переизбран Артурас Паулаускас. 29 ноября было утверждено новое правительство.

## Внешние ссылки
- Распределение мандатов по партиям в целом (англ.)
- Результаты выборов по многомандатному округу (англ.)
- Результаты первого и второго тура в одномандатных округах (англ.)